# Paul McGann
Paul McGann (Liverpool, 14 de novembre de 1959) és un actor anglès que es va fer conegut en protagonitzar la minisèrie de la BBC The Monocled Mutineer. També és conegut pel seu paper en Withnail and I i per interpretar a la vuitena encarnació del Doctor en Doctor Who: La pel·lícula i en l'episodi de Doctor Who The Night of the Doctor, així com en el material associat a la sèrie, principalment episodis en àudio publicats per Big Finish Productions.

## Filmografia

### Pel·lícules
| Any  | Títol                                      | Paper                                   | Notes        |
| 1987 | Withnail i jo (Withnail and I)             | Marwood / "... and I"                   |              |
| 1987 | L'imperi del Sol                           | Tinent Price                            |              |
| 1989 | Tree of Hands                              | Barry                                   |              |
| 1989 | The Rainbow                                | Anton Skrebensky                        |              |
| 1989 | Dealers                                    | Daniel Pascoe                           |              |
| 1990 | The Monk                                   | Father Lorenzo Rojas                    |              |
| 1990 | Paper Mask                                 | Matthew Harris                          |              |
| 1991 | Afraid of the Dark                         | Tony Dalton                             |              |
| 1992 | Alien 3                                    | Golic                                   |              |
| 1993 | Els tres mosqueters (The Three Musketeers) | Girard/Jussac                           |              |
| 1996 | Doctor Who                                 | Vuitè Doctor                            |              |
| 1997 | FairyTale: A True Story                    | Arthur Wright                           |              |
| 1997 | Downtime                                   | Rob                                     |              |
| 1998 | The Dance of Shiva                         | Capt. Greville                          |              |
| 1998 | The Rime of the Ancient Mariner            | Samuel Taylor Coleridge/Ancient Mariner |              |
| 2001 | My Kingdom                                 | Dean                                    |              |
| 2002 | Queen of the Damned                        | David Talbot                            |              |
| 2003 | Listening                                  |                                         | Curtmetratge |
| 2005 | Gypo                                       | Paul                                    |              |
| 2005 | Naked in London                            | Mr Johnson                              |              |
| 2006 | Poppies                                    | Tony                                    |              |
| 2006 | Always Crashing in the Same Car            | Bill                                    |              |
| 2009 | Lesbian Vampire Killers                    | Vicar                                   |              |

### Televisió
| Any       | Títol                           | Paper                | Notes                                   |
| 1983      | Give Us a Break                 | Mo Morris            |                                         |
| 1986      | The Importance of Being Earnest | John Worthing        |                                         |
| 1986      | The Monocled Mutineer           | Percy Toplis         |                                         |
| 1990      | Drowning in the Shallow End     | Colin                |                                         |
| 1992      | Nice Town                       | Joe Thompson         |                                         |
| 1995      | Catherine the Great             | Potemkin             |                                         |
| 1995      | The Hanging Gale                | Liam Phelan          |                                         |
| 1995      | The Merchant of Venice          | Bassanio             |                                         |
| 1995      | The One That Got Away           | Chris Ryan           |                                         |
| 1998      | Our Mutual Friend               | Eugene Wrayburn      |                                         |
| 1999      | Forgotten                       | Ben Turner           |                                         |
| 2000      | Nature Boy                      | Steve Witton         |                                         |
| 2000      | Fish                            | Jonathan Vishnevski  |                                         |
| 2001      | Hotel!                          | Ben Carter           |                                         |
| 2001      | Sweet Revenge                   | Patrick Vine         |                                         |
| 2002      | Blood Strangers                 | DC David Ingram      |                                         |
| 2002      | The Biographer                  | Andrew Morton        |                                         |
| 2001–2003 | Hornblower                      | William Bush         |                                         |
| 2003      | Agatha Christie's Poirot        | Dr. Peter Lord       |                                         |
| 2004      | Lie with Me                     | Gerry Henson         |                                         |
| 2005      | Kidnapped                       | Coronel MacNab       |                                         |
| 2005      | Fables of Forgotten Things      | Clarence             |                                         |
| 2005      | Agatha Christie's Marple        | Dickie Erskine       |                                         |
| 2006      | If I Had You                    | Philip Andrews       |                                         |
| 2006      | Tripping Over                   | Jeremy               |                                         |
| 2006      | Sea of Souls                    | Christopher Chambers | 1 Episodi                               |
| 2007      | True Dare Kiss                  | Nash                 |                                         |
| 2009      | Collision                       | Richard Reeves       |                                         |
| 2010      | Jonathan Creek                  | Hugo Doré            |                                         |
| 2010–2011 | Luther                          | Mark North           |                                         |
| 2011      | Waking the Dead                 | ACC Tony Nicholson   |                                         |
| 2011      | New Tricks                      | DCI James Larson     | 1 Episodi                               |
| 2011      | Britain's Greatest Codebreaker  | narrador             |                                         |
| 2012      | A Mother's Son                  | David                |                                         |
| 2013      | Ripper Street                   | Stanley J. Bone      | 1 Episode                               |
| 2013      | Moving On                       | Phil                 |                                         |
| 2013      | Doctor Who                      | Vuitè Doctor         | Mini-episodi: "The Night of the Doctor" |
| 2013      | The Five(ish) Doctors Reboot    | mateix               | BBC Red Button webcast                  |